# محمد بن أحمد السقاف
محمد بن أحمد السقاف (1252 - 1324 هـ) رجل أعمال ودبلوماسي من أعيان تجار سنغافورة. اشتهر بالسخاء والكرم ولقب بـ"أمير الإحسان"، وأجرى الله على يديه من أعمال البر الشيء الكثير، من أوقاف ووصايا للمحتاجين والأرحام والمساجد والمعاهد العلمية والمدارس والملاجيء في كثير من البلدان الإسلامية.

## نسبه
محمد بن أحمد بن عبد الرحمن بن علوي بن عبد الله بن محمد بن عمر بن طه بن عمر بن طه بن عمر الصافي بن عبد الرحمن المعلم بن محمد بن علي بن عبد الرحمن السقاف بن محمد مولى الدويلة بن علي بن علوي الغيور بن الفقيه المقدم محمد بن علي بن محمد صاحب مرباط بن علي خالع قسم بن علوي بن محمد بن علوي بن عبيد الله بن أحمد المهاجر بن عيسى بن محمد النقيب بن علي العريضي بن جعفر الصادق بن محمد الباقر بن علي زين العابدين بن الحسين السبط بن علي بن أبي طالب، وعلي زوج فاطمة بنت محمد ﷺ.
فهو الحفيد 34 لرسول الله محمد ﷺ في سلسلة نسبه.

## مولده ونشأته
ولد بسنغافورة سنة 1252 هـ/ 1836 م بعد أن هاجر جده عبد الرحمن بن علوي مع ابنه أحمد من مدينة سيئون عام 1824 م إلى جنوب شرق آسيا لغرض الدعوة الإسلامية وطلب الرزق. وتزوج والده أحمد بوالدته راجا سيتي بنت أمير بوقسي من جنوب سولاويزي. وكان محمد الابن الوحيد لوالده من بين تسع أخوات، لذا أطلق عليه نونغ شي "Nong Chik"، وتعني كلمة "Nong" باللغة البوقسية الابن الأكبر وكلمة "Chik" الابن الأصغر، فهو بمثابة الابن الأكبر والأصغر لأبيه.

## أعماله
وبعد وفاة والده تولى محمد إدارة شركة عائلته، السقاف وشركاؤه، التي أسسها جده في عام 1848 م. وازدهرت الشركة تحت إشرافه، وقام بتوسيع أعمال عائلته المتمثلة في تجارة التوابل ونقل الحجاج إلى مكة في موسم الحج، وأقام علاقات تعاون مع قادة الدول المجاورة من أهمها علاقته مع السلطان أبو بكر بن إبراهيم سلطان جوهور الذي وهب للسقاف أرضين في مملكته؛ واحدة في كوكوب [الإنجليزية] على ساحل البحر والأخرى في كامبونغ نونغ شي [الإنجليزية] بالعاصمة جوهور بهرو، وامتلك مزارع من المطاط والساغو وجوز الهند والقهوة والأناناس بأرضه التي أسماها "القسطنطينية" في كوكوب [الإنجليزية]. كما امتلك أسطول من البواخر والسفن التي اعتمد عليها في تجارته العالمية، وأسس شركات تجارية أخرى، واستحوذ على عقارات وأملاك كثيرة في وسط سنغافورة منها فندق رافلز، وأصدر عملته الخاصة والمستخدمة فقط في أرضه القسطنطينية. وبسبب شهرته وأعماله التنموية في تطوير منطقة جنوب غرب ولاية جوهور أطلق اسمه على الطريق الرئيسي في بونتيان [الإنجليزية] "Jalan Alsagoff".
وقد بذل من ماله الشيء الكثير في حياته ثم أوصى ووقف مما لا يقل عن ثلث ماله تقريبا إن لم يكن أكثر على سبل الخير. وأنشأ صندوق السقاف عام 1904 م، وهو وقف خيري خصص دخله للأعمال التنموية من إعادة تأهيل المساجد والمؤسسات التعليمية الإسلامية ولمساعدة الفقراء والمساكين والقرابات في حضرموت، لا سيما بلد سيئون التي هي مسقط رؤوس أجداده، وفي مكة والمدينة وقد تولى النظر على تلك الخيرات بوصيته كثير من أقاربه. كما أنه كان أحد المؤسسين لصندوق المسلمين الاستئماني (MTFA) والذي يهدف لخدمة المجتمع ودعم دار الإحسان للأيتام والمحتاجين من المسلمين في سنغافورة.

## حياته السياسية
كانت له رحلات متكررة إلى إسطنبول وأوروبا أقام فيها علاقات مع مسؤولين في الحكومة العثمانية بغرض تعيينه قنصلا للدولة العثمانية في سنغافورة. ورحّب العثمانيون بهذه الفكرة ولكن حكومة بريطانيا تعاملت مع هذا القرار بحذر شديد، حيث كانت تنظر إلى السقاف على أنه شخصية متدينة قد يكون لها تأثير في الرأي العام خصوصا بعد كشف حكومة هولندا عن مؤامرة لقتل أوروبيين في مدينة فلمبان والتي يشتبه في ضلوعه فيها. وتشير عدة منشورات إلى أن البريطانيين تسامحوا مع السقاف بشكل غير رسمي، كما في حالة جنيد بن عمر الجنيد، في خدمة المصالح العثمانية كقنصل فخري.
وعندما أرسلت الدولة العثمانية فرقاطة حربية إلى إمبراطورية اليابان كهدية خاصة من السلطان عبد الحميد الثاني استبشر المسلمون في سومطرة خيرا عند وصولها إلى ميناء سنغافورة. وأرسلت حكومة آتشيه مبعوثا خاصا إلى سنغافورة في أوائل عام 1890 م لطلب المساعدة من الدولة العثمانية في حربهم ضد المستعمرين الهولنديين، وتلقى الرسالة محمد السقاف الذي قام بدوره ونقلها إلى السلطات العثمانية. وعندما عاد إلى سنغافورة عام 1892 م أرسل مبعوثا شخصيا إلى آتشيه لإخبارهم برد العثمانيين بالتسليم للحكومة الهولندية والخضوع لحكمهم ولكن القنصل العام لهولندا لم يقتنع بهذا الرد حيث كان السقاف يرسل المساعدات المالية إلى آتشيه لدعمهم في مقاومة الهولنديين.
ورافق السقاف سلطان جوهور أبو بكر بن إبراهيم في رحلته إلى إسطنبول في عام 1893 م، وأثناء زيارته منح السلطان عبد الحميد الثاني أبو بكر بن إبراهيم الوسام العثماني من الدرجة الأولى ومنح السقاف الميدالية من الدرجة الثانية.

## ذريته
ترك محمد بن أحمد من الذكور ثلاثة: زين العابدين المتوفى بلندن، وأحمد وحسن المتوفيا بسنغافورة.

## وفاته
توفي بمنزله في سنغافورة سنة 1324 هـ/ 1906 م، ودفن بمقبرة عائلته بجانب مسجد جدته لأمه مسجد الحاجة فاطمة. وقام ورثته وأقاربه بإنشاء مدرسة السقاف العربية [الإنجليزية] التي قد ابتدأ فكرتها كمدرسة صغيرة في منزله.

## روابط خارجية
- Sayid Muhammad al-Sagoff in Johore-Ottoman sovereign relations - Gale Academic OneFile.
- 5 Hadhrami Mediators of Ottoman Influence in Southeast Asia - British Academy Scholarship Online.
- Muslimin Trust Fund Association (MTFA).